# Михайлуца Микола Іванович
Микола Іванович Михайлуца (нар. 28 жовтня 1959, с. Михайлівка Саратського району Одеської області) — український історик. Дослідник історії Південної України, державно-церковних відносин першої половини ХХ ст., історії Православ'я в умовах сталінської тоталітарної системи, історії Православної церкви в роки Другої світової війни, краєзнавчої тематики. Відмінник освіти України (2008), доктор історичних наук (2009), професор (2012), Почесний краєзнавець України (2019).

## Біографічні відомості
Народився 28 жовтня 1959 р. у с. Михайлівці Саратського району на Одещині у родині сільських трудівників — Інни Афанасіївни і Івана Григоровича.

### Родовід
Прадіди по материнській лінії були задунайськими козаками, переселившись на початку ХІХ ст. із Задунав'я до Буджаку в засновану українськими козаками станицю Білолісся (колишнє тат. Акмангит).
Після анексії Бессарабії Радянським Союзом влітку 1940 р. родина була «розкуркулена», голову сім'ї — діда Афанасія Квашу було запроторено до трудового табору, де він і загинув; інших членів родини вислали до Казахстану (в Актюбінську обл.), звідки вони повернулись лише після 1948 року.
Корені родини по-батьковій лінії походять із села Михайлівка, а по-бабусиній — із села Плахтіївка Саратського району, заснованого українськими селянами, вихідцями з Верхньодніпровського повіту, що на Січеславщині.

### Освіта
Упродовж 1966—1976 рр. навчався в Михайлівській середній школі.
1977—1979 рр. — служив у Збройних силах СРСР у зенітно-ракетному дивізіоні ППО в/ч 65318"ю" на мисі Тарханкут біля смт Чорноморське в Криму.
Після армії, восени 1979-го вступив на підготовчі курси при Одеському державному університеті імені І. І. Мечникова.
1980—1985 рр. — навчався на денному відділенні історичного факультету ОДУ імені І. І. Мечникова. Із зацікавленістю і повагою сприймав історичну науку через лекційні курси відомих і колоритних вчених-істориків: проф. П. О. Каришковського, доц. І. В. Зав'ялової, проф. А. Д. Бачинського, проф. Д. П. Урсу, проф. С. О. Апатова та багатьох інших викладачів. У студентські роки активно займався громадською, спортивною роботою на факультеті, певний час був старостою групи, «комісаром» гуртожитку, двічі брав участь у студентських будівельних загонах, в організації Днів історичного факультету тощо. Часто виступав на студентських наукових семінарах, які проводили доценти Штернштейн Я. М. та Іванов А. П.

### Трудова і наукова діяльність
По закінченню університету у 1985 р. був розподілений на посаду асистента до Одеського інституту інженерів морського флоту. За 37 років безперервної та сумлінної праці на гуманітарних кафедрах — «Політична історія ХХ ст.», «Історія і політологія», «Українознавство», «Українознавство та іноземні мови», «Українознавство, історико-правові та мовні дисципліни» М. Михайлуца пройшов педагогічний і науково-методичний шлях на посадах від асистента до професора. З 2004 р. обраний завідувачем кафедри «Українознавство», з 2011 р. — керував кафедрою «Українознавство та іноземні мови», з 2013 р. й до 2023 р. очолював кафедру «Українознавство, історико-правові та мовні дисципліни».
З січня 2023 р. на посаді директора Навчально-наукового морського гуманітарного інституту Одеського національного морського університету.
У листопаді 1990 р. на спеціалізованій Вченій раді в Одеському державному університеті імені І. І. Мечникова захистив дисертацію, присвячену темі патріотичних рухів на допомогу фронту в 1941—1945 рр. (на матеріалах Півдня України) і здобув науковий ступінь кандидата історичних наук. Науковий керівник — д.і.н., проф. Красюк Олександр Іванович, відомий фахівець з історіографії партизанського руху в СРСР. Одним із офіційних опонентів під час захисту дисертації був відомий український вчений, дослідник історії України періоду Другої світової війни, головний редактор «Українського історичного журналу», д.і.н. Коваль Михайло Васильович.
З 1994 р. став доцентом по кафедрі українознавства. Упродовж 1994—2008 рр. працював над дослідженням історії Православної церкви на Півдні України в умовах сталінського тоталітарного режиму 30–40-х рр. ХХ ст.
З 2004 р. — докторант відділу історії України періоду Другої світової війни Інституту історії України НАН України. Науковий консультант — завідувач відділу, д.і.н., проф. О. Є. Лисенко.
У вересні 2009 р. на Спеціалізованій раді при Національному університеті «Києво-Могилянська академія» захистив докторську дисертацію на тему — «Православна церква на Півдні України в період Другої світової війни у контексті політики радянського і румунського режимів». Дослідження чи не вперше у вітчизняній історіографії було присвячене взаємовідносинам радянських та румунських окупаційних органів влади і православних конфесій на південноукраїнських теренах в період 1939—1945 рр., зокрема в Південній Бессарабії і «Трансністрії»(територія між Дністром і Південним Бугом).
Упродовж 2005—2008 рр. — працював у спільному проекті Інституту історії НАН України і Головного архівного управління України «Архіви окупації. 1941—1944 рр.».
З 2004—2010 р. брав участь у реалізації державної програми з підготовки науково-документальної серії книг «Реабілітовані історією. Одеська область», в історико-меморіальному виданні «Одеський мартиролог», том 3.
2008 р. брав участь у міждержавному проекті за підтримки Національної ради Румунії з вивчення архівів спецслужб — «Arhivele Securităţii». Vol. 4. (Bucureşti: Editura Enciclopedică).
2009—2011 рр. — співавтор у двотомному науковому виданні Інституту історії НАН України «Україна у Другій світовій війні: погляд з ХХІ століття».
2016—2018 рр. — у науковому проекті Інституту історії НАН України «Життя на тлі війни. Повсякдення».
2022 р. — у науково-популярному виданні в форматі уявного діалогу істориків із читачами, за сприяння Фонду катедр Українознавства (США) — "ПЕРЕЛОМ: війна Росії проти України у часових пластах і просторах минувшини. Діалоги з істориками. У 2-х кн. Кн. 1 / Відп. ред. В. Смолій; упоряд.: Г. Боряк, О. Ясь. НАН України. Інститут історії України. Київ: Інститут історії України, 2022.
Ініціатор і організатор проведення в Одеському національному морському університеті серії (2005, 2007, 2009, 2011, 2013, 2015, 2017, 2019, 2021) Міжнародних наукових конференцій «Південь України: етноісторичний, мовний, культурний та релігійний виміри» та відповідальний редактор збірників наукових праць з однойменною назвою.
Брав безпосередню участь у понад 250 наукових та науково-практичних конференціях міжнародного та всеукраїнського рівня (Україна, Румунія, Польща, Республіка Молдова, КНР, РФ).
Дійсний член редколегій наукових журналів, які включено до наукометричних баз: «Danubius» (Галац, Румунія); «Емінак» (Миколаїв, Україна), «Чорноморська минувщина»(Одеса, Україна).
Член редколегії історико-краєзнавчого наукового альманаху «Південний-захід. Одесика».
З 2013 р. член Міжвідомчої координаційної ради з питань краєзнавства при Президії НАН України.
Член Правління Національної спілки краєзнавців України.
Від 2011 р. кілька каденцій поспіль був членом Спеціалізованої вченої ради із захисту докторських (кандидатських) дисертацій при Чорноморському національному університеті імені Петра Могили з історичних наук.
З 2019 р. член Спеціалізованої вченої ради Д 41.051.08 при Одеському національному університеті імені І. І. Мечникова за спеціальністю 07.00.01 — історія України, 07.00.02 — всесвітня історія (до 31 грудня 2020 року).

## Нагороди
- «Відмінник освіти України» (2008).
- У 2012 р. на відзнаку заслуг перед університетом нагороджений знаком «Почесний працівник Одеського національного морського університету».
- «Наручний годинник Одеської обласної ради» (2019).
- Медаль «За збереження історії» (2019).
- Почесний краєзнавець України (2019).

Неодноразово був нагороджений грамотами Міністра освіти і науки України, відомчими відзнаками.

## Наукові праці
Автор 4 монографій та співавтор 9 книг, понад 300 наукових і науково-популярних статей, присвячених проблемам тоталітаризму, історії взаємин держави і церкви, історії православ'я, етноконфесійним процесам на Півдні України в роки Другої світової війни, краєзнавчій тематиці тощо. Автор, співавтор і укладач кількох десятків навчальних посібників з історії України, історії держави і права України, історії української культури, історії міжнародних економічних відносин України (ХХ — ХІХ ст.) та багатьох навчально-методичних праць.
Мова наукових праць: українська, англійська, румунська, французька, польська, російська.

### Книги
- Михайлуца М. І. Релігійна політика румунської окупаційної влади в Південній Бессарабії і Трансністрії (кінець 1930—1944 рр.). Одеса: «Optimum», 2006. 237 с., іл.
- Михайлуца М. І. Православна церква на Півдні України в роки Другої світової війни (1939—1945). Одеса: «ВМВ», 2008. 392 с.
- Михайлуца М. І. Одеський національний морський університет. Історичне видання. Ред. кол.: Морозова І. В. (голова), Дубровський М. П., Михайлуца М. І. та ін. К.: ТОВ «Логос-Україна», 2010. 175 с. (у співав.).
- Михайлуца М. І., Шипотілова О. П. Історія України і її державності: осучаснений погляд. Навчальний посібник. Херсон: Вид-во Грінь Д. С., 2018. 173 с.;
- Михайлуца М. Православне життя в Одесі: від революції до сталінського одержавлення (1917—1945). Херсон: ОЛДІ-ПЛЮС, 2019. 388 с.;
- Левченко В., Михайлуца М., Шипотілова О. Одеський Водний. Історія на тлі епох (Нариси з нагоди 90-річчя заснування). Херсон: ОЛДІ-ПЛЮС, 2020. 120 с., іл.;
- ПЕРЕЛОМ: Війна Росії проти України у часових пластах і просторах минувшини. Діалоги з істориками. У 2-х кн. Кн. 1 / Відп. ред. В. Смолій; упоряд.: Г. Боряк, О. Ясь. НАН України. Інститут історії України. Київ: Інститут історії України, 2022. 802 с.; іл. (авторський колектив: Михайлуца М. І. та ін.).
- ПЕРЕЛОМ: Війна Росії проти України у часових пластах і просторах минувшини. Діалоги з істориками. У 2-х кн. Кн. 2 / Відп. ред. В. Смолій; упоряд.: Г. Боряк, О. Ясь. НАН України. Інститут історії України. Київ: Інститут історії України, 2022. 803—1526 с.; іл. (авторський колектив: Михайлуца М. І. та ін.).